# Mohamed Bechir-Sow
Mohamed Bechir-Sow (Fort-Lamy, 27 novembre 1907-N'Djamena, 4 avril 1976), est un homme politique tchadien, sénateur français de 1947 à 1951, membre de l'Assemblée nationale de 1951 à 1955. 